# Álvaro Arzú
Álvaro Enrique Arzú Irigoyen, né le 14 mars 1946 à Guatémala et mort le 27 avril 2018 dans la même ville, est un homme d'affaires et homme d'État guatémaltèque, président de la République de 1996 à 2000.

## Biographie
Álvaro Arzú prend ses fonctions de président de la République le 14 janvier 1996, représentant le Parti de l'avance nationale.
Des officiers proches de son gouvernement se livrent à des assassinats de militants d’organisations sociales.
Il est maire de la ville de Guatémala de 2004 à 2018.
En octobre 2017, la justice demande au Congrès de lui retirer son immunité pour avoir financé ses campagnes électorales avec des fonds publics.